# Amine Moukhles
Amine Moukhles (* 28. Februar 1996) ist ein marokkanischer Leichtathlet, der sich auf das Kugelstoßen spezialisiert hat.

## Sportliche Laufbahn
Erste internationale Erfahrungen sammelte Amine Moukhles im Jahr 2019, als er bei den Afrikaspielen in Rabat mit einer Weite von 16,12 m den achten Platz belegte. 2023 gelangte er bei den Arabischen Meisterschaften in Marrakesch mit 16,31 m auf den fünften Platz.
In den Jahren 2016 und von 2018 bis 2024 wurde Moukhles marokkanischer Meister im Kugelstoßen.